# بوب دوبويه
بوب دوبويه هو لاعب هوكي الجليد كندي، ولد في 26 أغسطس 1952 في Blind River, Ontario ‏ في كندا.

## وصلات خارجية
- بوب دوبويه على موقع دوري الهوكي الوطني (الإنجليزية)
- بوب دوبويه على موقع قاعة مشاهير الهوكي (لاعب أن.إتش.أل) (الإنجليزية)
- بوب دوبويه على موقع EliteProspects.com (الإنجليزية)
- بوب دوبويه على موقع HockeyDB.com (الإنجليزية)
- بوب دوبويه على موقع أوليمبيديا (الإنجليزية)